# Dejan Petković
Dejan Petković (en serbio: Дејан Петковић) (Majdanpek, Yugoslavia, 10 de septiembre de 1972) es un exfutbolista y entrenador serbio.
Petković era un clásico 10, jugador hábil dotado de un fútbol técnico, de pase, toque y un gran ejecutor de tiros de esquina (anotó goles olímpicos), tiros libres y penales. Jugó en siete ocasiones con la selección yugoslava.
Actualmente, es comentarista de fútbol en la cadena deportiva SporTV de Brasil.

## Carrera deportiva
Su trayectoria deportiva se inició el 1988 en el Radnički Niš donde debutó en Primera División con tan solo 16 años y fichó tres años después por el Estrella Roja de Belgrado. En 1995, firmó con el Real Madrid Club de Fútbol con Jorge Valdano y Ángel Cappa. El futbolista no jugó nada más que cinco partidos con la camiseta blanca, por lo que acabó cedido al Sevilla en el mercado de fichajes de invierno en 1996. En junio de ese año regresó de nuevo al Real Madrid con Fabio Capello como entrenador, con el que tuvo discrepancias y no contó con él para jugar.
En un amistoso a finales de diciembre de 1996 contra la Sampdoria, Petkovic entró en la segunda parte. El encuentro no dejó un buen recuerdo para el jugador, con quien tuvo una pelea con el guardameta Pagliuca y el defensa Emanuel Pesaresi a quien confesó que le rompió los dientes. Después de esa pelea pidió disculpas y se sinceró sobre su mala situación en el equipo blanco y más en concreto con el entrenador italiano, que por aquel entonces consideraba que no tenía calidad suficiente para jugar en el equipo blanco.
Por ello, en enero de 1997 ficha por el Real Racing Club de Santander, aunque tampoco disfrutó de minutos. En el verano de 1997 se fue a la liga brasileña. El club de destino el Vitória brasileño, con el que jugó hasta 1999, en ese mismo año decidió volver a Europa para unirse al Venezia. Su paso por el fútbol italiano no funcionó y volvió a Brasil, donde permaneció la mayor parte de su carrera. A partir de entonces en el 2000 jugó en el Flamengo hasta el 2002 y en el Vasco da Gama del 2002 a comienzos del 2003, para posteriormente ir al Shanghai Shenhua chino. En 2004, volvió al Vasco da Gama pero volvió a irse, en esta ocasión a jugar en el Al-Ittihad en el 2005. En este equipo jugó apenas y volvió en 2005 a Brasil, al Fluminense, en el que estuvo durante dos temporadas. Después jugó en el Goiás Esporte Clube, Santos Futebol Clube, Atlético Mineiro y su regreso a mediados del 2009 al club que le dio más alegrías el Flamengo donde se retiró en 2011.
Es considerado uno de los mejores jugadores extranjeros, que ha pasado por la historia del fútbol brasileño, donde es conocido primero como "Pet" y más popularmente como "Rambo".
En su paso por el Flamengo fue ídolo total, es recordado con cariño y fervor por la hinchada del "mengao", por su calidad y gran juego. En la retina de los "torcedores" quedaran por siempre sus pases, sus goles olímpicos y sobre todo aquel gol de tiro libre, que le dio un histórico tricampeonato carioca en el 2001 frente a su archirrival: el Vasco de Gama, en el minuto 43 del segundo tiempo, si ese gol no entraba, perdían el campeonato por diferencia de goles. En el Flamengo tuvo un problema por un sueldo no cobrado de esa época y recién en el año 2009 a su regreso, les ganó un juicio que permitió que el jugador cobrase todo lo que se le debe y además cobro una indemnización.
Con la selección de Serbia Petkovic disputó 6 encuentros y marcó un gol. Llegó a ser convocado para la Eurocopa de 1992, pero la exclusión de su país por la guerra de los Balcanes le impidió jugar un gran torneo internacional.

## Clubes como jugador
| Club                | País           | Año       | Partidos (Goles) |
| ------------------- | -------------- | --------- | ---------------- |
| FK Radnički Niš     | Yugoslavia     | 1988-1992 | 53 (34)          |
| Estrella Roja       | Yugoslavia     | 1992-1995 | 132 (38)         |
| Real Madrid         | España         | 1995-1996 | 5 (0)            |
| Sevilla             | España         | 1996      | 8 (1)            |
| Real Madrid         | España         | 1996      | 0                |
| Racing de Santander | España         | 1996-1997 | 8 (1)            |
| Vitória             | Brasil         | 1997-1999 | 29 (16)          |
| Venezia             | Italia         | 1999-2000 | 13 (1)           |
| Flamengo            | Brasil         | 2000-2002 | 44 (18)          |
| Vasco da Gama       | Brasil         | 2002-2003 | 19 (2)           |
| Shanghai Shenhua    | China          | 2003-2003 | 22 (7)           |
| Ittihad FC          | Arabia Saudita | 2005-2005 | 0 (0)            |
| Fluminense          | Brasil         | 2005-2007 | 39 (11)          |
| Goiás               | Brasil         | 2007      | 2 (0)            |
| Santos              | Brasil         | 2007-2008 | 21 (1)           |
| Atlético Mineiro    | Brasil         | 2008-2009 | 27 (4)           |
| Flamengo            | Brasil         | 2009-2011 | 53 (13)          |

## Clubes como entrenador
| Club                       | País   | Año       |
| -------------------------- | ------ | --------- |
| Atlético Paranaense sub-23 | Brasil | 2013-2014 |
| Criciúma                   | Brasil | 2014-2015 |
| Sampaio Corrêa             | Brasil | 2015-2016 |
| Vitória                    | Brasil | 2016-2018 |

## Selección de Fútbol de Yugoslavia
Petković defendió a los equipos juveniles de la ex Yugoslavia desde los quince años. Su primer llamado se produjo cuando estaba defendiendo a los menores de 20 años en el Torneo Internacional de Toulon de 1992.
Petković fue convocado en el último minuto para el Euro de 1992, en medio de una preparación tensa, en medio de la Guerra Civil Yugoslava. Debido al conflicto, los principales jugadores croatas y bosnios dejaron de defender al equipo nacional en marzo de 1992.
Con el fin de la prohibición del equipo nacional yugoslavo, reducido a jugadores de Serbia y Montenegro, Petković finalmente hizo su debut oficial para el equipo nacional en 1995, haciendo partidos esporádicos hasta 1998. Por lo tanto, en 1999, la carrera de Pet terminó con equipos con ocho juegos y dos goles.

## Gol Olímpico
Petković fue autor de nueve goles olímpicos en su carrera.